# Чон Джон Гван
Чон Джон Гван (кор. 정종관; род. 30 ноября 1961, Хампхён) — южнокорейский боксёр, представитель наилегчайших весовых категорий. Выступал на профессиональном уровне в период 1981—1989 годов, владел титулом чемпиона мира по версии IBF.

## Биография
Чон Джон Гван родился 30 ноября 1961 года в уезде Хампхён провинции Чолла-Намдо, Южная Корея.
Дебютировал в боксе на профессиональном уровне в мае 1981 года, выиграв у своего соперника по очкам в четырёх раундах. Начало его карьеры не было впечатляющим, из первых 15 поединков он сумел выиграть только 5. При всём при том, его оппонентами были достаточно сильные боксёры, как то Чан Джон Гу (15-0), Канделарио Кармона (8-1), Аллан Макитоки (14-0).
Тем не менее, в период 1983—1984 годов Чон сделал серию из шести побед подряд и значительно поднялся в рейтингах.
Благодаря череде удачных выступлений в 1985 году удостоился права оспорить титул чемпиона мира в наилегчайшей весовой категории по версии Международной боксёрской федерации (IBF), который на тот момент принадлежал его соотечественнику Квон Сун Чхону. Противостояние между ними продлилось все отведённые 15 раундов, но победителя выявить не удалось — была зафиксирована ничья.
Одержав победу в ещё одном рейтинговом поединке, в том же году Чон вновь вышел на ринг против Квона, и снова их противостояние окончилось ничьей.
Наконец, в третьем бою между Чоном и Квоном претендент всё-таки одолел действующего чемпиона, выиграв техническим нокаутом в четвёртом раунде, и забрал чемпионский пояс.
Однако Чон Джон Гван владел чемпионским поясом не долго, уже в рамках первой защиты в апреле 1986 года он уступил свой титул другому корейскому боксёру Чун Би Вону, проиграв решением большинства судей.
Впоследствии оставался действующим профессиональным боксёром вплоть до 1989 года, завоевал и дважды защитил титул чемпиона Южной Кореи во второй наилегчайшей весовой категории, был претендентом на титул чемпиона Восточной и тихоокеанской боксёрской федерации (OPBF), но в этом титульном бою по очкам уступил филиппинцу Роландо Бохолю — после этого поражения принял решение завершить карьеру профессионального спортсмена. В общей сложности провёл на профи-ринге 32 боя, из них 17 выиграл (в том числе 7 досрочно), 11 проиграл, тогда как в четырёх случаях была ничья.